# Бриджвілл (Пенсільванія)
Бриджвілл (англ. Bridgeville) — місто (англ. borough) в США, в окрузі Аллегені штату Пенсільванія. Населення — 4804 особи (2020).

## Географія
Бриджвілл розташований за координатами 40°21′32″ пн. ш. 80°6′34″ зх. д. / 40.35889° пн. ш. 80.10944° зх. д. (40.358909, -80.109338).  За даними Бюро перепису населення США в 2010 році місто мало площу 2,84 км², з яких 2,84 км² — суходіл та 0,00 км² — водойми.

## Демографія
Згідно з переписом 2010 року, у селищі мешкало 5148 осіб у 2496 домогосподарствах у складі 1313 родин. Густота населення становила 1812 осіб/км².  Було 2677 помешкань (942/км²).
Расовий склад населення:
| - 92,2 % — білих - 4,2 % — чорних або афроамериканців - 1,2 % — азіатів - 0,1 % — корінних американців |

До двох чи більше рас належало 1,9 %. Частка іспаномовних становила 1,1 % від усіх жителів.
За віковим діапазоном населення розподілялося таким чином: 18,3 % — особи молодші 18 років, 58,4 % — особи у віці 18—64 років, 23,3 % — особи у віці 65 років та старші. Медіана віку мешканця становила 45,4 року. На 100 осіб жіночої статі у селищі припадало 87,7 чоловіків;  на 100 жінок у віці від 18 років та старших — 83,0 чоловіків також старших 18 років.
Середній дохід на одне домашнє господарство  становив 58 495 доларів США (медіана — 44 893), а середній дохід на одну сім'ю — 78 312 долари (медіана — 66 183). Медіана доходів становила 46 222 долари для чоловіків та 37 374 долари для жінок. За межею бідності перебувало 9,7 % осіб, у тому числі 11,7 % дітей у віці до 18 років та 10,6 % осіб у віці 65 років та старших.
Цивільне працевлаштоване населення становило 2640 осіб. Основні галузі зайнятості: освіта, охорона здоров'я та соціальна допомога — 21,9 %, роздрібна торгівля — 17,8 %, науковці, спеціалісти, менеджери — 14,7 %, мистецтво, розваги та відпочинок — 12,3 %.